# النمي

تعديل مصدري - تعديل

النمي هي إحدى حارات حي المشنة بمدينة إب اليمنية، بلغ تعداد سكانها 427 نسمة حسب تعداد اليمن لعام 2004.